# 春雨家雷蔵
春雨家 雷蔵、春雨や 雷蔵（はるさめや らいぞう）、雷門 雷蔵（らいもん らいぞう）は、落語家の名跡。亭号は初代及び2代目は雷門とも称した。
- 初代春雨家雷蔵 - 本項にて記述
- 二代目春雨家雷蔵 - 後の八代目翁家さん馬
- 三代目春雨家雷蔵 - 後の二代目桂枝太郎
- 四代目春雨や雷蔵 - 当代

## 初代
初代 春雨家 雷蔵（はるさめや らいぞう）は、落語家。
最初は2代目古今亭今輔の門で今三郎、明治35?6年頃に5代目雷門助六の門で雷門雷蔵となる。後に亭号を春雨家とした。本名∶田中 巳之助。